# 운화공주
운화공주 주헌주(중국어: 云和公主 朱轩姝, 1584년 - 1590년)는 명나라의 공주이고, 명 신종의 차녀이자 명 공종의 동복누나이다. 어머니는 귀비 정씨이다. 
공주가 만력 11년 11월 을사일 (1584년 1월 9일)에 태어났을 때, 명 신종은 매우 기뻐하여 여러 내각의 보좌 신하들에게 상을 내리고, 광록사은 10만 냥을 취하여 경축행사를 치렀으며, 어머니 정씨를 덕비에서 귀비로 진봉하였다.
만력 17년 11월 신유일, 운화공주는 병에 걸려 7살의 나이로 사망하였고, 정락공주, 운몽공주, 선거공주 세 명의 이복 여동생과 같은 동복동생 영구공주와 함께 금산에 묻혔다.